# Maximilian Ehrenreich

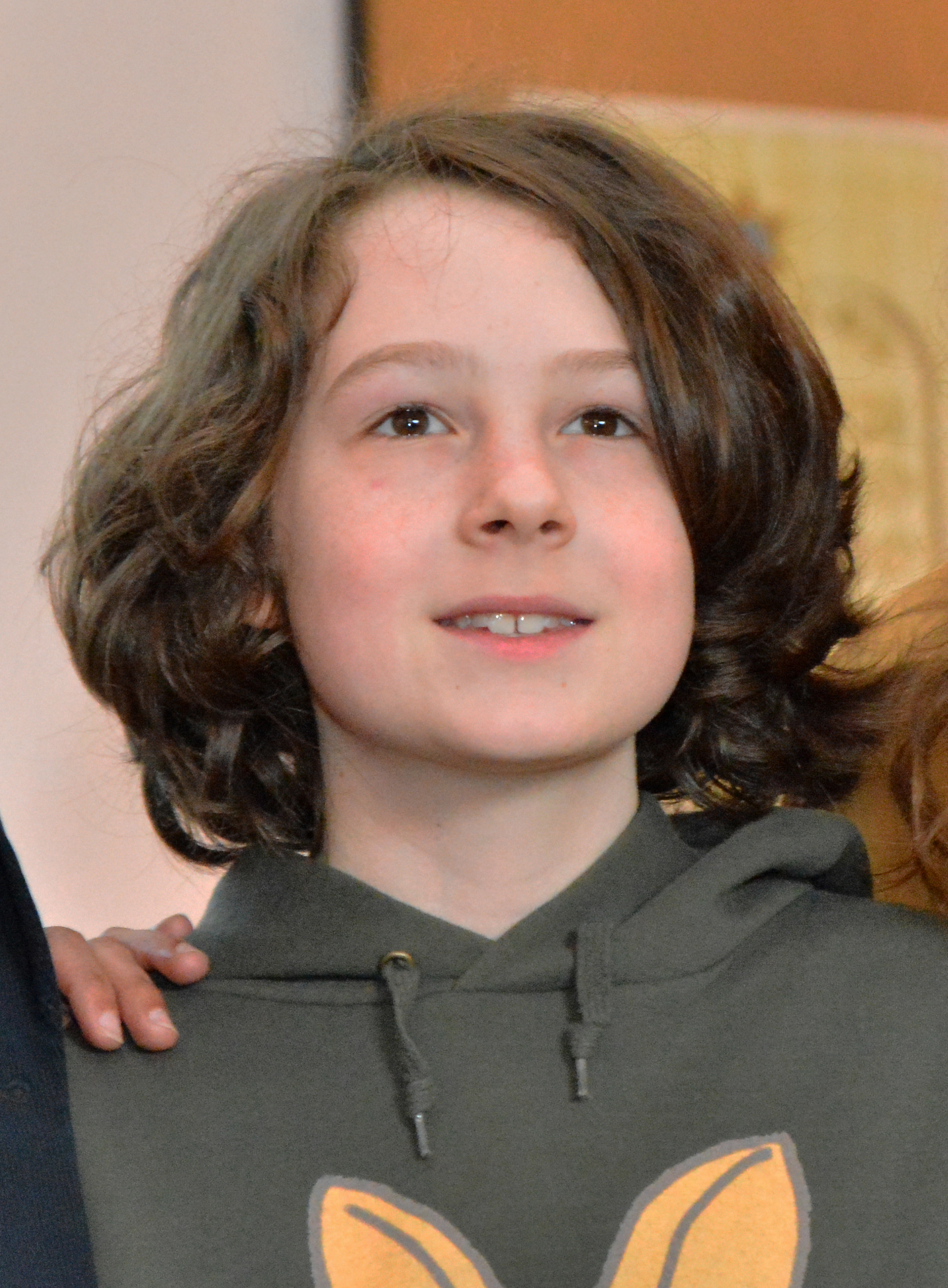
Maximilian Ehrenreich (2015)

Maximilian Ehrenreich (* Februar 2003) ist ein deutscher Schauspieler.

## Leben
Ehrenreich feierte 2013 sein Filmdebüt in der Satire Der Minister als Filmsohn von Kai Schumann in der Rolle des jungen Franz Josef. Bereits zuvor wirkte er in mehreren Werbespots sowie bei einem Fotoshooting für ein österreichisches Energieversorgungsunternehmen mit. Für die im Weihnachtsprogramm 2013 ausgestrahlte Fernsehverfilmung Das Mädchen mit den Schwefelhölzern übernahm er die zweite Hauptrolle an der Seite seiner Filmpartnerin Lea Müller. In der Adaption des Märchens von Hans Christian Andersen als Teil der Filmreihe Sechs auf einen Streich mit Nina Kunzendorf, Oliver Korittke und Jörg Hartmann verkörperte er das Waisenkind Emil. Darüber hinaus spielte er in der Inga-Lindström-Verfilmung Sommerlund für immer. Ende 2014 stand er unter der Regie von Sven Unterwaldt für die deutsch-österreichische Koproduktion Hilfe, ich hab meine Lehrerin geschrumpft auf Basis des gleichnamigen Kinderbuch-Bestsellers von Sabine Ludwig vor der Kamera.
Darüber hinaus verfügt Ehrenreich über eine zweijährige Schauspielerfahrung am Berliner Kindertheater und singt im Knabenchor Berlin. Er lebt mit seiner Familie in Berlin.

## Filmografie (Auswahl)
- 2013: Der Minister (Fernsehfilm)
- 2013: Das Mädchen mit den Schwefelhölzern (Fernsehfilm)
- 2014: Inga Lindström: Sommerlund für immer (Fernsehfilm)
- 2014: Der Fall Bruckner (Fernsehfilm)
- 2014: Die Schlikkerfrauen (Fernsehfilm)
- 2014: Manolo und das Buch des Lebens (Sprechrolle)
- 2015: Simon sagt auf Wiedersehen zu seiner Vorhaut
- 2015: Hilfe, ich hab meine Lehrerin geschrumpft
- 2016: Mein Sohn, der Klugscheißer
- 2016: In aller Freundschaft – Die jungen Ärzte (Fernsehserie, Folge Ja zum Leben)
- 2017: Applaus für Felix – Ein Tag im Bundestag (Imagefilm des Deutschen Bundestags für Jugendliche)
- 2017: Zwischen Himmel und Hölle
- 2018: Hilfe, ich hab meine Eltern geschrumpft
- 2018: Ella Schön: Die Inselbegabung (Fernsehfilm)
- 2018: Ella Schön: Das Ding mit der Liebe (Fernsehfilm)
- 2018: Urlaub mit Mama (Fernsehfilm)
- 2019: Ella Schön: Die nackte Wahrheit (Fernsehfilm)
- 2019: Ella Schön: Sturmgeschwister (Fernsehfilm)
- 2019: Die drei Königskinder (Fernsehfilm)
- 2019: Kirschblüten & Dämonen
- 2020: Schatten der Mörder – Shadowplay (Fernsehserie)
- 2021: Hilfe, ich hab meine Freunde geschrumpft
- 2023: Bettys Diagnose (Fernsehserie, Folge Gerettet)
- 2023: Die Drei von der Müllabfuhr: Altlasten (Fernsehreihe)
- 2024: Oderbruch